# Phadla Ier de Kakhétie

Phadla Ier de Kakhétie (en géorgien : ფადლა I ; mort en 893) est un prince de Kakhétie de 881 à 893.
Phadla Arevmaneli, « homme sage et expérimenté » selon la  Chronique géorgienne, mais dont l’origine est inconnue, devient Chorévêque de Kakhétie après l’éviction de la famille Donauri.
Pendant son règne de douze ans, il réussit à récupérer les districts gardananiens conquis par l’émir de Tiflis sur son prédécesseur.
Il est peut-être le père ou plus vraisemblablement le beau-père de son successeur Kviriké Ier de Kakhétie, le fondateur de la dynastie dite des Kyriacides dont le fils et successeur porte également le nom de Phadla.   